# Powiat de Lidzbark
Le powiat de Lidzbark (en polonais : powiat lidzbarski) est un territoire administratif du nord de la Pologne, en voïvodie de Varmie-Mazurie.

## Divisions administratives

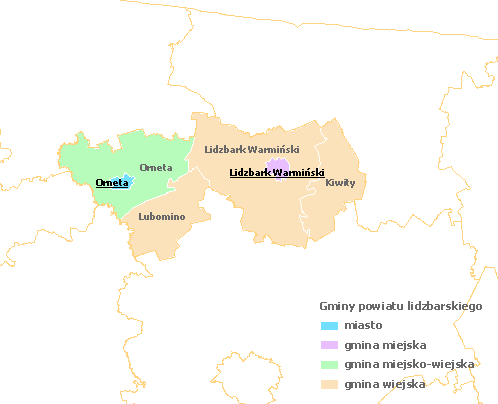
Carte du powiat (en polonais).

| Gmina                                    | Type         | Superficie (km²) | Population (2006) | Chef)lieu            |
| Lidzbark Warmiński                       | urbain       | 14,3             | 16 390            |                      |
| Orneta                                   | urbain-rural | 244,1            | 12 701            | Orneta               |
| Lidzbark Warmiński                       | rural        | 371,0            | 6 733             | Lidzbark Warmiński * |
| Lubomino                                 | rural        | 149,6            | 3 717             | Lubomino             |
| Kiwity                                   | rural        | 145,4            | 3 465             | Kiwity               |
| * le chef-lieu est extérieur à la gmina. |              |                  |                   |                      |